# Rocafort
|  | Per a altres significats, vegeu «Rocafort (desambiguació)». |

Rocafort és un municipi del País Valencià situat a la comarca de l'Horta Nord.

## Geografia
Està situat al nord-oest de la capital valenciana; el terme presenta una forma estreta i allargada de nord-oest a sud-est i està dividit en dos parts molt diferenciades tant en el relleu com en la utilització del sòl. La part que seguix al nord-oest l'ocupa una sèrie de llomes suaus que no arriben a superar els 90 metres d'altitud, i on els cultius de secà (garroferes, oliveres i vinya) han sigut substituïts per urbanitzacions per al descans i l'estiueig. Des del nucli urbà primitiu cap al sud-est, el sòl és completament pla i d'origen sedimentari i està ocupat per cultius de regadiu amb aigua procedent de la Séquia Reial de Montcada.
El seu terme municipal limita amb Godella i amb la ciutat de València. El clima és mediterrani, encara que lleugerament més fresc que en la capital del Túria a causa de l'altitud dels seus pujols.

## Història

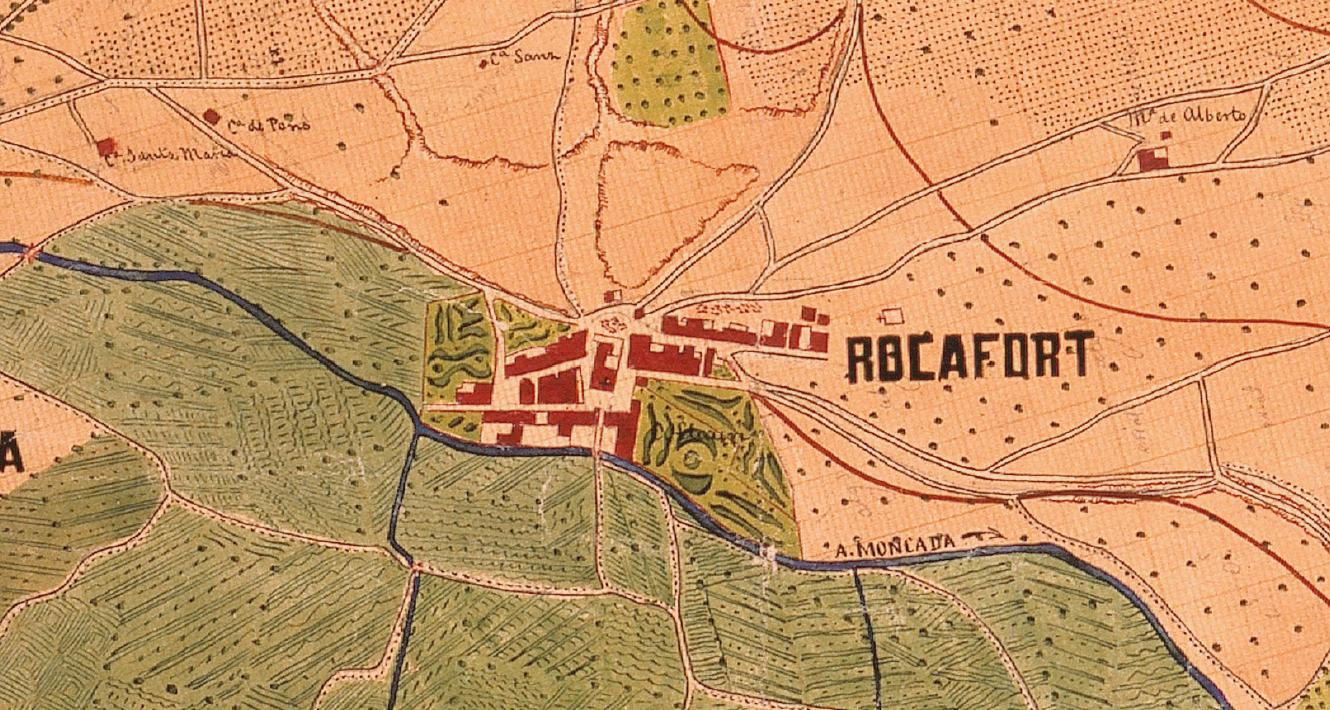
Plànol de Rocafort de 1883

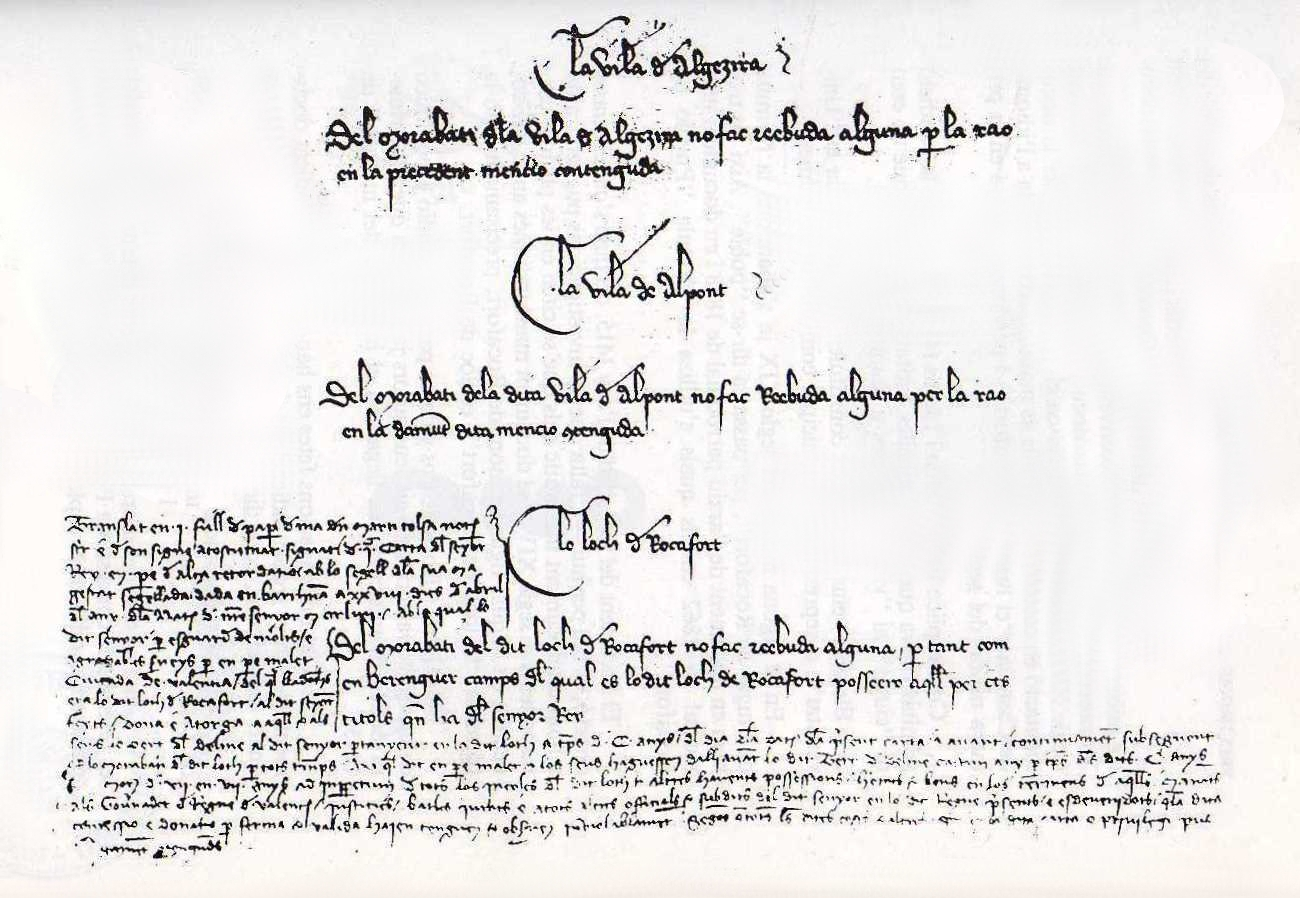
Document del Morabatí (1415). El més antic document conegut on apareix el nom de Rocafort (lo loch de Rocafort)

No hi ha documents que certifiquen que Rocafort existira com a poble abans del segle xiv. Les proves indirectes indiquen que no existia a l'època musulmana ni a la romana (el poble no és anomenat al Llibre del Repartiment de l'antic Regne de València) ni en forma de noms àrabs ni llatins. No obstant això, encara que no hi ha proves de la seua existència en eixes èpoques, sí que s'han trobat vestigis humans pel seu territori, fins i tot de l'època prehistòrica, com ara restes humanes i objectes materials de l'Eneolític a la Cova de Rocafort, actualment exposades al Museu de Prehistòria de València.
De l'època romana, actualment només es conserva un aqüeducte situat a la partida de l'Horteta, i de l'època musulmana només es van trobar les restes d'una finca, encara que no s'ha demostrat inequívocament que pertanga a eixe període.
Al segle xiv pertanyia a Francesca Gamella, i més tard a Mateu Llançol, els béns dels quals foren venuts pel rei a Pere Malet en 1341. Al segle xv, foren els seus senyors Raimon d'Almenar i els Mercader, que el vengueren el 1527 a Tomás Ribot. En 1610, Cristòfol Muñoz de Funes apareix com a senyor, i posteriorment el va succeir Joan Muñoz, per a integrar-se el 1799 al patrimoni dels barons de Santa Bàrbara.
Entre novembre de 1936 i març de 1938, en plena Guerra Civil espanyola, va viure al poble el poeta republicà Antonio Machado. S'allotjava en un xalet prop de la Séquia Reial de Montcada, que actualment és un restaurant. Sobra la seua estada va escriure els Sonetos escritos en una noche de bombardeo en Rocafort, a més de la memòria de les nombroses activitats culturals i veïnals en les quals el poeta es va comprometre.

## Toponímia
El nom del poble, que remet a la roca on està assentat el nucli principal de la localitat, té origen geogràfic. Per als parlants actuals pot provocar estranyesa que un nom femení -roca- estiga acompanyat per un adjectiu masculí –fort-. En realitat, a l'Edat Mitjana «fort» no era ni masculí ni femení: senzillament no tenia flexió de gènere, de la mateixa manera que passava amb «calent», com s'observa al nucli de Fontcalent, a Alacant.

## Economia
La seua economia descansa principalment en el sector dels serveis de la zona residencial. Antigament va ser important l'extracció de pedra i marbre, però les pedreres es troben extintes en l'actualitat. No obstant això, tenen el valor històric d'haver contribuït a la construcció de les Torres de Serrans i del Micalet de València, ja que d'elles es va extraure el material necessari per a la seua construcció.
Rocafort és un dels municipis més terciaris de l'Horta de València. En 2001, un 75% dels actius residents treballaven en el sector dels serveis, percentatge que era el més elevat de la comarca, fins i tot per damunt de la mateixa ciutat de València i de Godella. D'altra banda, sols un 1% dels actius treballen en l'agricultura, segons dades de 2001. 64 hectàrees estaven conreades, totes elles de regadiu, destacant com a cultius principals els cítrics (59 ha), les hortalisses (3 ha) i la creïlla (2 ha). El sector secundari ocupava en 2001 un 23% dels actius i bona prova de la seua escassa presència és que el Pla General d'Ordenació Urbana aprovat el 3 de maig de 1990 no declarava cap hectàrea com a zona industrial. Tot i això, la indústria compta amb diverses fàbriques de pell, un taller de marbre i diversos de derivats de la fusta, així com alguns vestigis de caràcter artesanal de les seues antigues fàbriques de seda i brodats.

## Demografia
En 1510, Rocafort juntament amb la veïna Godella sumaven en total 33 veïns entre els dos (uns 150 habitants). En 1572 Rocafort havia de tenir 9 veïns (uns 40 hab.), que ja havien crescut fins als 16 (uns 72 hab.) un segle després, en 1646. En 1713 la població havia augmentat poc (18 veïns) i en 1787, ja habitaven 322 persones, que van augmentar fins a les 504 de 1877. La població va augmentar lleugerament fins a 1940, quan el poble sobrepassava els 1.260 habitants. En 1970 ja n'eren 2.200 i en 1981, 3.087. Segons dades de 2017 (INE), compta amb una població censada de 7.004 habitants.
| any  | habitants |
| ---- | --------- |
| 1838 | 362       |
| 1845 | 338       |
| 1865 | 441       |
| 1887 | 490       |
| 1892 | 507       |
| 1897 | 493       |
| 1900 | 509       |
| 1990 | 3.703     |
| 1992 | 4.242     |
| 1994 | 4.619     |
| 1996 | 4.799     |
| 1998 | 4.629     |
| 2000 | 5.117     |
| 2002 | 5.464     |
| 2004 | 6.049     |
| 2006 | 6.144     |
| 2007 | 6.259     |
| 2021 | 7.445     |
| 2022 | 7.603     |

## Política i govern

### Composició de la Corporació Municipal
El Ple de l'Ajuntament està format per 13 regidors. En les eleccions municipals de 26 de maig de 2019 foren elegits 5 regidors del Partit Socialista del País Valencià (PSPV-PSOE), 4 del Partit Popular (PP), 2 de Ciutadans - Partit de la Ciutadania (Cs), 1 de Guanyem Rocafort-Podem-EUPV (GR) i 1 de Vox.
| Eleccions municipals de 26 de maig de 2019 - Rocafort                                                                               |                                          |                                     |                                     |        |          |          |
| Candidatura | Candidatura                              | Candidatura                         | Cap de llista                       | Vots   | Vots     | Regidors |
| | Partit Socialista del País Valencià-PSOE |                                     | Víctor Jímenez Bueso                | 1.204  | 31,43%   | 5 (+1)   |
| | Partit Popular                           |                                     | Agustín Aliaga Pozo                 | 903    | 23,57%   | 4 ()     |
| | Ciutadans - Partit de la Ciutadania      |                                     | Guillermo José Gimeno               | 550    | 14,36%   | 2 ()     |
| | Guanyem Rocafort-Podem-EUPV              |                                     | Miguel de la Cruz Parra             | 439    | 11,46%   | 1 ()     |
| | Vox                                      |                                     | Sergio Herrero Rosario              | 352    | 9,19%    | 1 (+1)   |
| | Altres candidatures                      |                                     |                                     | 346    | 9,03%    | 0 ( -2)  |
| | Vots en blanc                            |                                     |                                     | 37     | 0,97%    |          |
| Total vots vàlids i regidors | Total vots vàlids i regidors             | Total vots vàlids i regidors        | Total vots vàlids i regidors        | 3.831  | 100 %    | 13       |
| | Vots nuls                                | Vots nuls                           | Vots nuls                           | 14     | 0,36%    |          |
| Participació (vots vàlids més nuls)                                                                                                 | Participació (vots vàlids més nuls)      | Participació (vots vàlids més nuls) | Participació (vots vàlids més nuls) | 3.845  | 72,11%** |          |
| Abstenció | Abstenció                                | Abstenció                           | Abstenció                           | 1.487* | 27,89%** |          |
| Total cens electoral | Total cens electoral                     | Total cens electoral                | Total cens electoral                | 5.332* | 100 %**  |          |
| Alcalde: Guillermo José Gimeno (Cs) (15/06/2019) Per majoria absoluta dels vots dels regidors (7 vots: 4 de PP, 2 de Cs i 1 de Vox) |                                          |                                     |                                     |        |          |          |
| Fonts: JEC, JEZ València. M. Interior, Periòdic Ara. (* No són vots sinó electors. ** Percentatge respecte del cens electoral.)     |                                          |                                     |                                     |        |          |          |

### Alcaldes
| Període                       | Alcalde o alcaldessa                                                       | Partit polític  | Data de possessió                | Observacions                        |
| ----------------------------- | -------------------------------------------------------------------------- | --------------- | -------------------------------- | ----------------------------------- |
| 1979–1983                     | Enrique Gonzalvo Soler                                                     | GIR             | 19/04/1979                       | --                                  |
| 1983–1987                     | Vicent Lozano Gandia                                                       | AP-PDP-UL-UV    | 28/05/1983                       | --                                  |

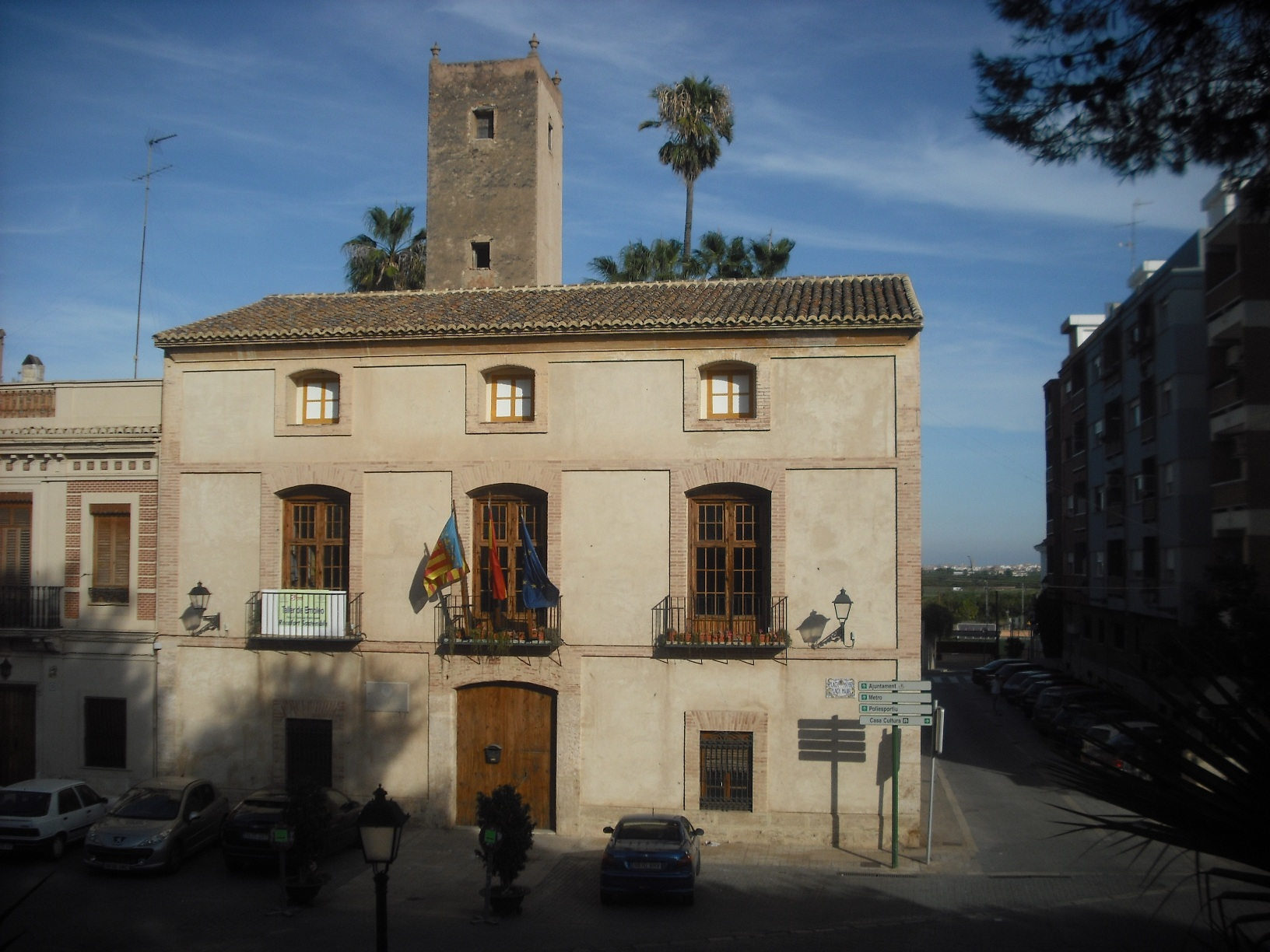
Casa Bou, seu de l'Ajuntament de Rocafort des de 2002.

| 1987–1991                     | Floreal Silvestre Alcañiz                                                  | PSPV-PSOE       | 30/06/1987                       | --                                  |
| 1991–1995                     | Floreal Silvestre Alcañiz Francesc Soler i Marco                           | PSPV-PSOE       | 15/06/1991 n/d                   | -- ??                               |
| 1995–1999                     | Sebastián José Bosch Ponce                                                 | PP              | 17/06/1995                       | --                                  |
| 1999–2003                     | Sebastián José Bosch Ponce                                                 | PP              | 03/07/1999                       | --                                  |
| 2003–2007                     | Sebastián José Bosch Ponce                                                 | PP              | 14/06/2003                       | --                                  |
| 2007–2011                     | Sebastián José Bosch Ponce                                                 | PP              | 16/06/2007                       | --                                  |
| 2011–2015                     | Amparo Sampedro Alemany                                                    | PSPV-PSOE       | 11/06/2011                       | --                                  |
| 2015–2019                     | Amparo Sampedro Alemany Víctor Jiménez Bueso                               | PSPV-PSOE       | 13/06/2015 30/07/2016            | Dimissió/renúncia --                |
| 2019-2023                     | Guillermo José Gimeno Agustín Aliaga Pozo Francisco Rafael Ferrando García | Cs PP PSPV-PSOE | 15/06/2019 13/08/2021 29/03/2022 | Pacte de govern Moció de censura -- |
| Des de 2023                   | n/d                                                                        | n/d             | 17/06/2023                       | --                                  |
| Fonts: Generalitat Valenciana |                                                                            |                 |                                  |                                     |

## Patrimoni

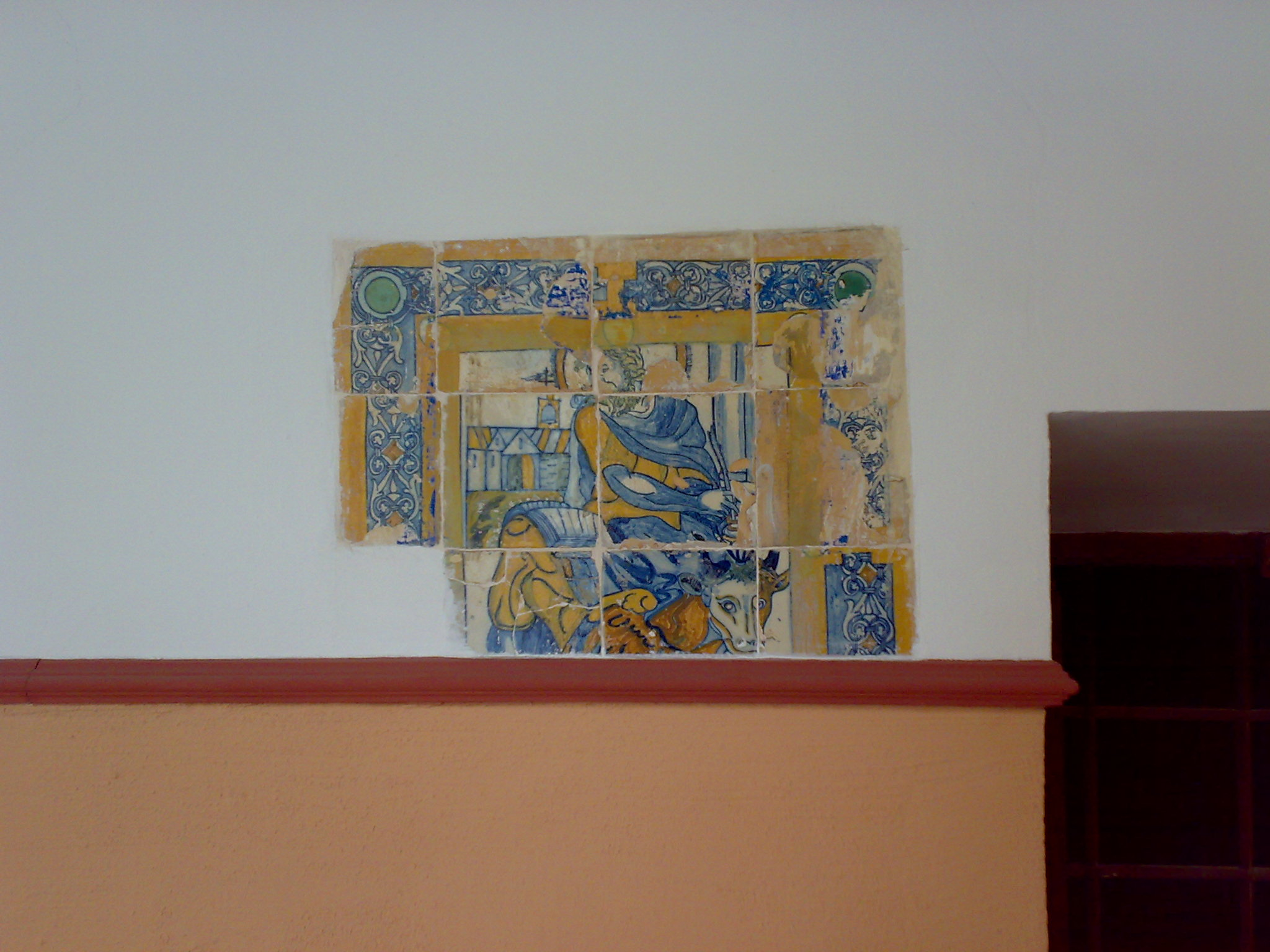
Mosaic conservat al Centre de Dia de Rocafort.

El patrimoni més important de Rocafort és:
- Església de Sant Sebastià Màrtir. Data de segona mitat del segle XVII i perteneixia al Convent d'Agustins fundat al 1434 sobre una ermita que els picapedrers de la Fàbrica de Murs i Valls, cediren per a la fundació del Convent. Es d'estil neoclàssic.
- Convent agustí. Destaquen el claustre i una galeria superior també de 12 arcs sostinguts per pilastres.
- Palau del baró de Terrateig. Edifici de 1768, es trobava al sud del centre urbà, en el carrer en què naix la carretera de Godella.[6] Fou enderrocat en 1994 per a construir en el seu solar l'actual Casa de la Cultura, i només es conservà el jardí posterior.[14]

## Festes i celebracions
- Festes patronals. Celebra les seues festes a la fi d'agost en honor de la Verge d'Agost, Sant Agustí, Santa Bàrbara, Verge de la Corretja o Consolació, la Verge del Rosari i el Crist de la Providència

## Fills i veïns il·lustres
- Josep Dolz i Montesinos (Rocafort, 1903), músic i compositor.
- Pasqual Roig Silvestre (Rocafort, 1872 - 1957), cantant.
- Vicent Soler i Marco (Rocafort, 1949), economista, polític i conseller de la Generalitat Valenciana.
- Vicent Alfonso Cardona (Rocafort, 1940), futbolista.[15]